# Grindsted Vandtårn
Grindsted Vandtårn er et tidligere vandtårn opført i 1931 beliggende på Banegårdsvej i Grindsted. I 1988 blev tårnet taget ud af drift, da en ny rentvandstank samt en pumpe blev etableret som følge af, at vandtårnet ikke kunne levere det ønskede tryk. Tårnet er dog stadig byens vartegn og er blandt andet i julen særligt fremtrædende med en lysende stjerne på toppen.
Tårnet er firkantet og over indgangspartiet er skrevet Grindsted Vandværk 1931.
I 1997 blev tårnet solgt til en lokal malermester for det symbolske beløb af 10.000 kroner, men siden da er det bare gået i forfald, hvilket især i sidste halvdel af 2008 førte til en masse skriverier i de lokale aviser. Der har været flere forslag til anvendelsen af tårnet, blandt andet oprettelsen af ungdomsboliger indskrevet i lokalplanen i 1993, men intet er blevet udført.
I julen 2007 blev julestjernen til stor misfornøjelse for byens beboere ikke opsat, i det TDC havde udskiftet deres antenner på tårnet (oprindeligt opsat i 1997), således at stjernen ikke kunne være der. Dette udnyttede tårnets ejer året efter til at skabe lidt velvilje gennem med egne midler at opsætte stjernen.
Tårnet blev udsat for hærværk med smadrede ruder i juni 2008.
Tårnet blev i 2024 købt af en privatperson, der har iværksat en renovering. 